# Beneden-Leeuwen
Beneden-Leeuwen is een dorp in de Nederlandse provincie Gelderland, gelegen aan de rivier de Waal. In het lokale dialect wordt het Lauwe [ˈlɑu.wə] genoemd. Het dorp telt 7.105 inwoners (2023). In Beneden-Leeuwen bevindt zich het gemeentehuis van West Maas en Waal. Het is de grootste kern van de gemeente.

## Etymologie
Het tweede deel van de naam gaat terug tot hlaiwa, het Oergermaanse woord voor grafheuvel. Hetzelfde geldt voor de naam Boven-Leeuwen.

## Geschiedenis
Beneden-Leeuwen was al bewoond in de Romeinse tijd; de huidige Zandstraat, die het dorp van west naar oost doorsnijdt, vormt ruwweg het tracé van de antieke weg, die via de meer stroomopwaarts gelegen nederzettingen bij Ewijk voerde naar Noviomagus (Nijmegen). Bij de opgravingen van 2002 ("De Ret") bleek het te gaan om een Bataafs-Romeinse nederzetting met een aanvankelijk grote militaire invloed. Mogelijk waren onder de bewoners oud-soldaten.
Na de Bataafse Opstand (69 na Chr.) gaat het civiele karakter overheersen. De boeren verbouwden haver en gerst. Verder werd in Beneden-Leeuwen waarschijnlijk brons en lood gegoten en bewerkt. De bewoning gaat, met een onderbreking in de late derde eeuw, door tot in de late oudheid en middeleeuwen.
De geschiedenis wordt verder gedomineerd door de relatie tot het water van de Waal. De Wiel is een overblijfsel van een van de dijkdoorbraken. Een andere herinnering is het monumentje, opgericht in 1874, voor de slachtoffers van de watersnoodramp van 1 februari 1861, waarbij het dorp 37 doden te betreuren had. Koning Willem III bracht een bezoek aan het dorp.
Tot 1 januari 1818 vormde Beneden-Leeuwen samen met Boven-Leeuwen de gemeente Leeuwen, die op die datum opging in de gemeente Wamel. De gemeente Wamel ging in 1984 op haar beurt op in de gemeente West Maas en Waal, waartoe ook de plaatsen Alphen, Altforst, Appeltern, Dreumel en Maasbommel behoren.

## Woningbouw
In Beneden-Leeuwen wordt gebouwd. Voorbeelden zijn: 
• Vanaf 2014 is Beneden-Leeuwen ten zuiden van het dorp uitgebreid met de nieuwe woonwijk Het Leeuwse Veld met 850 woningen. 
• Lauwendael: Hier worden leegstaande bedrijfsgebouwen en een voormalig voetbalveld herontwikkeld naar een nieuwe woonbuurt. 
• Leeuwenkwartier

## Winkelen
Beneden-Leeuwen beschikt over twee winkelgebieden:  
• in het dorp zijn de meeste winkels gelegen aan de Zandstraat en rond het Dorpsplein. De weekmarkt is op vrijdagochtend. 
• winkelboulevard Heemstrade

## Sport en recreatie
- Voetbalvereniging SV Leones
- Tennisvereniging Lewabo
- Scouting Don Bosco
- Volleybalvereniging ISALA '77
- Muziekvereniging Koning Willem III

## Onderwijs
In het dorp zijn twee basisscholen: De Leeuwenkuil en OBS De Wijzer. Er zit één middelbare school in Beneden-Leeuwen: een vestiging van Pax Christi College.

## Openbaar vervoer
De volgende buslijnen doen deze plaats aan:
- lijn 42 van Tiel naar Druten
- lijn 165 van Den Bosch naar Druten

## Festivals
Dag van Leeuwen/Wiellawaai is een jaarlijkse festival. Tijdens het jaarlijkse carnaval wordt het tot Het Braoiersrijk omgedoopt.

## Bezienswaardigheden
In de Zandstraat staat het voormalig gemeentehuis (1899), ontworpen door architect Derk Semmelink. Verdere bezienswaardigheden zijn het Streekhistorisch Museum Tweestromenland en de herdenkingskapel voor de Stoottroepen. Het meest opvallende monument is de korenmolen De Wielewaal.

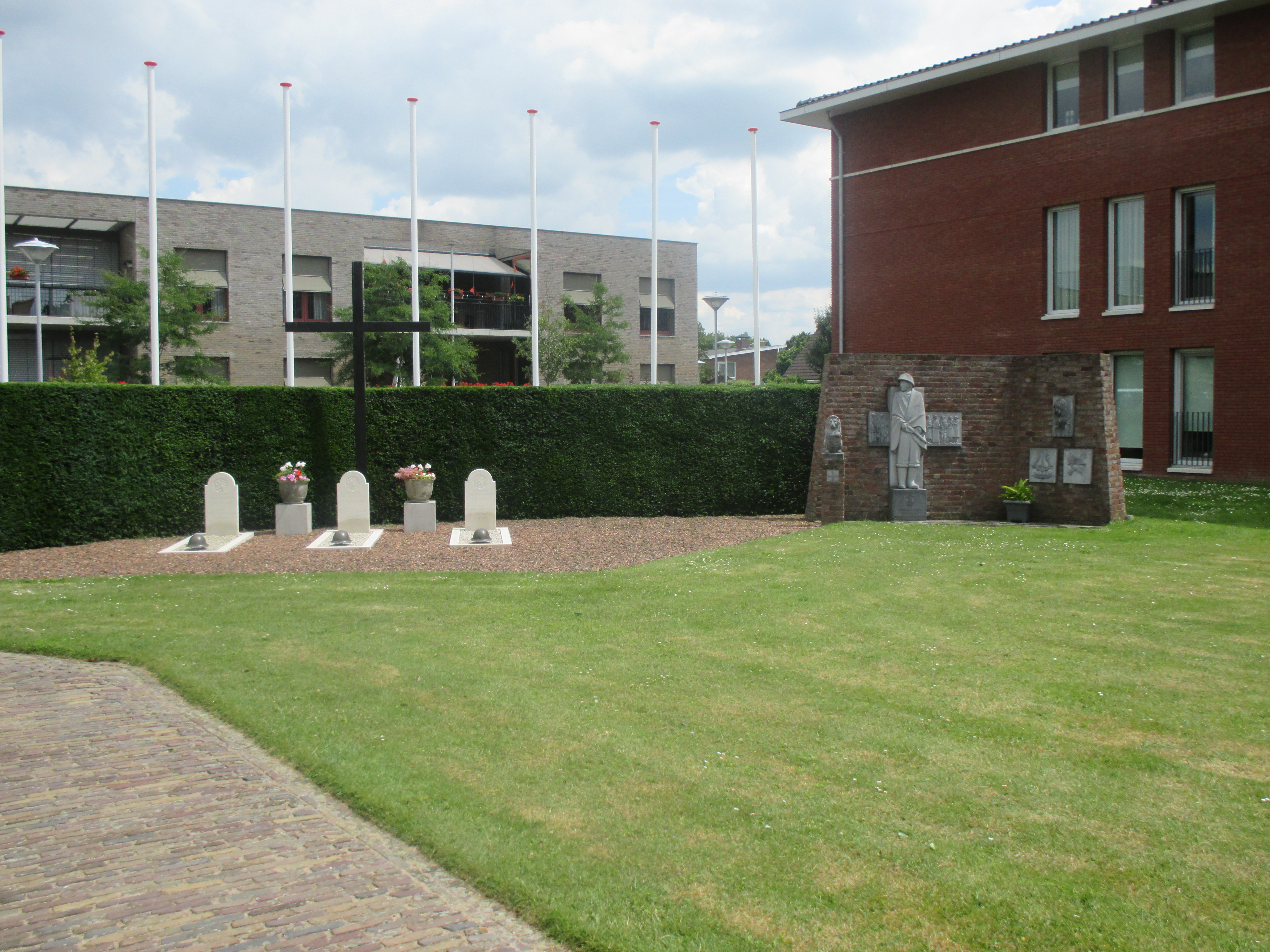
Erekerkhof bij de herdenkingskapel
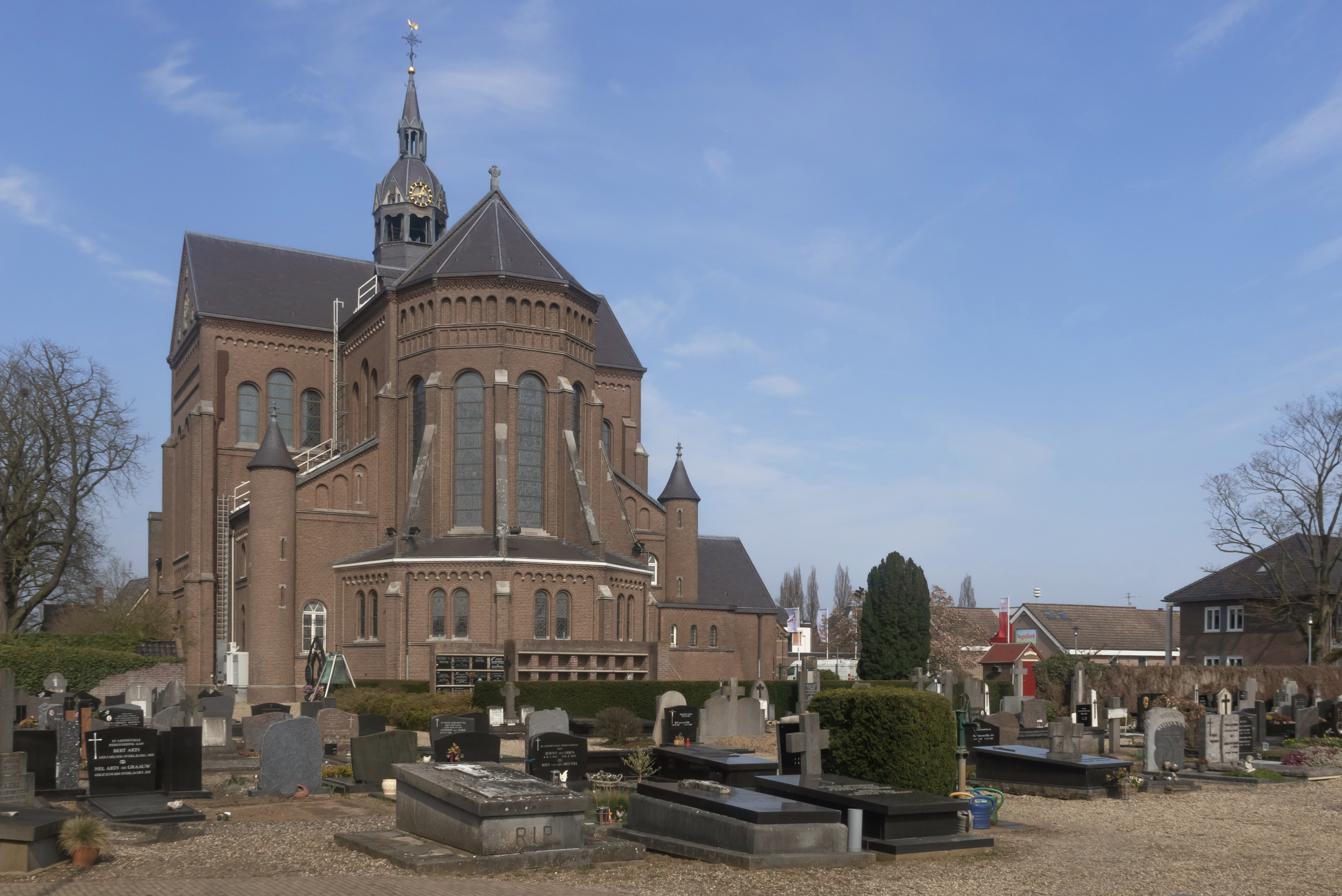
Sint Alphonsus de Liguorikerk
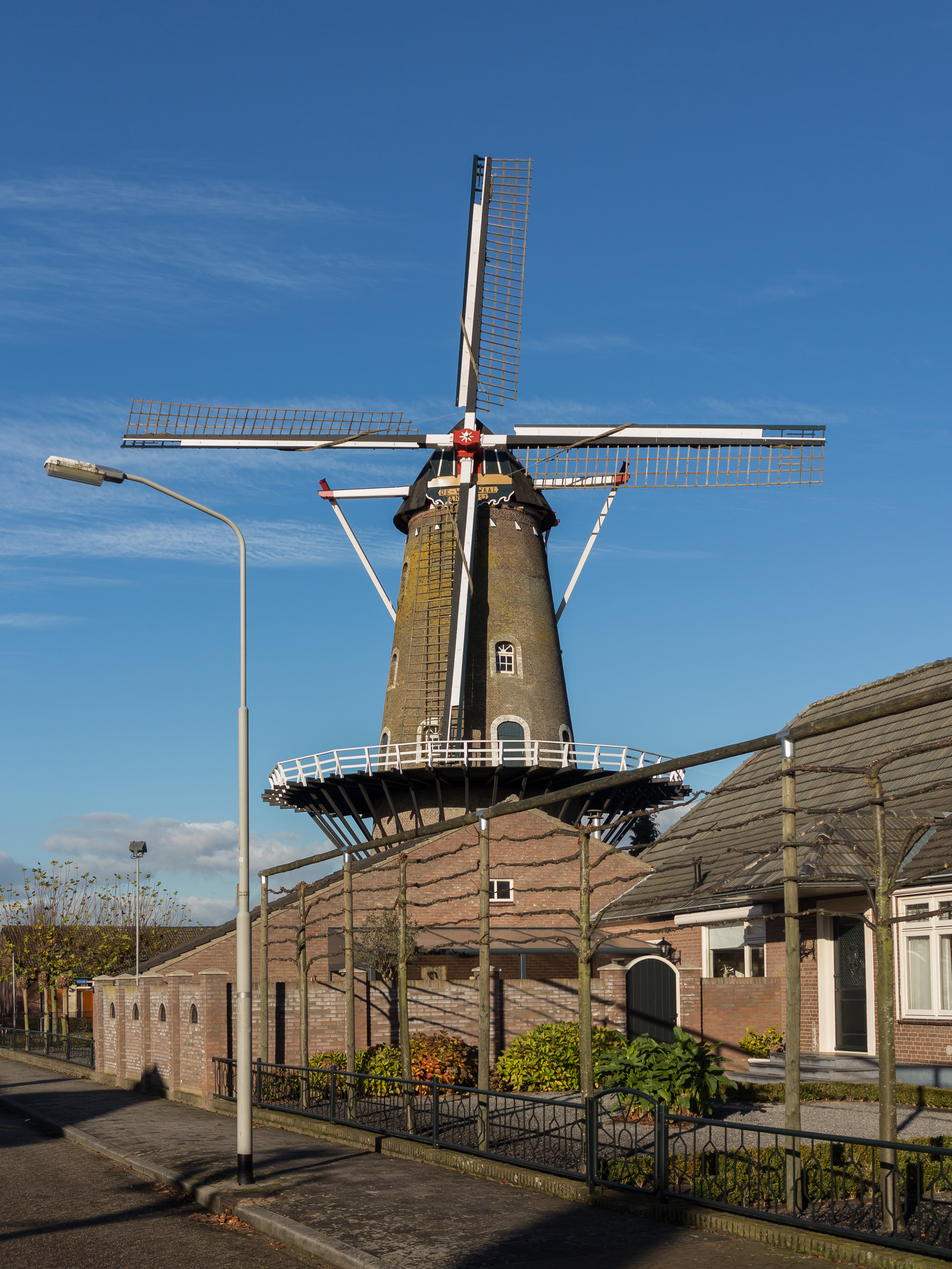
De Wielewaal

## Bekende inwoners
- Jochem van Gelder
- Anton Janssen

### Geboren
- Jona Lendering (1964), geschiedkundige
- Marco Pastors (1965), politicus
- Julian Sas (1970), gitarist
- Arno van Zwam (1969), voetballer en voetbaltrainer
- Rob Janssen (1988), diskjockey, presentator en zanger